# كنيسة القديس جورج (سوبوتنيكا)

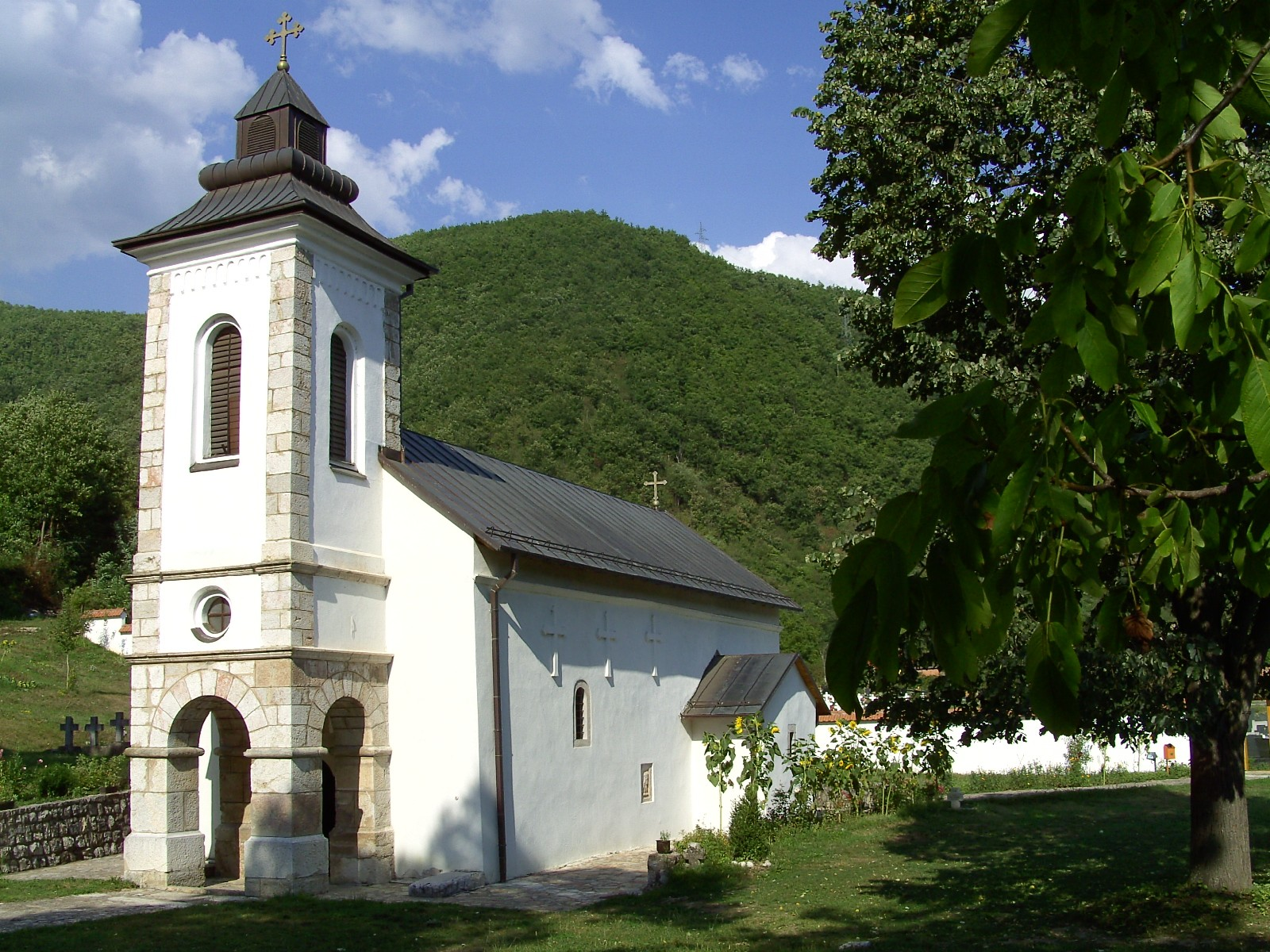

كنيسة القديس جورج، سوبوتنيكا (الصربية: كنيسة القديس جورج، سوبوتنيكا) تقع الكنيسة الأرثوذكسية الصربية في قرية سوبوتنيكا ببلدية نوفو غورازده في شرق جمهورية صربسكا والبوسنة والهرسك. تقف الكنيسة في الضفة اليسرى لنهر درينا، على بعد 4 كيلومترات من مدينة غورازده. تم بنائه في عام 1454 من قبل ستيفان فوكيتش كوسا عندما كانت غورازده جزءًا من المنطقة التي يحكمها. أصبحت المنطقة لاحقا تعرف باسم الهرسك، بعد كوسا، لقب هرسك القديس سافا. تم احتلال الهرسك تدريجياً من قبل الإمبراطورية العثمانية ما بين 1465 -1481.
في النصف الثاني من القرن السادس عشر، خلال مكتب البطريرك الصربي ماكاريج سوكولوفيتش، تم توسيع الكنيسة على الجانب الغربي لها. تم إصلاحه في عام 1869تم تثبيت باب معدني عند مدخله، الذي منح من قبل الصرب من سراييفو. كذلك جمعت بقايا من اللوحات الجدارية القديمة بعناية ودفنت بجانب جدار الكنيسة. برج الجرس تم إضافته في الجانب الغربي للكنيسة في 1894. في بداية الحرب البوسنية، قصفت الكنيسة واشتعلت فيها النيران في أيلول 1992. بقي بلا سقف حتى تشرين الأول، عندما تم تثبيت سقف مؤقت. رممت الكنيسة بين 2000 – 2002، وفي 2008 تم تعيينها كنصب تذكاري وطني للبوسنة والهرسك.
في 1519، عند بداية الحكم العثماني على الهرسك، تم إنشاء واحده من أوائل دار الطباعة بين الصرب في الكنيسة. المعروفة باسم دار الطباعة غورازده.   كانت أول منشأه من هذا النوع في إقليم البوسنة والهرسك الحالي. أنتجت ثلاثة كتب: هييراتيكون (كتاب خدمة الكاهن) في 1519 وخولاجي الصغيرة في 1523.